# Le Sept/Dix
 (janvier 2024).
 (janvier 2024).
Le 7/10 (précédemment le 7/9 et 7/9.30) est l’émission matinale d’information de France Inter, animée par Nicolas Demorand et Sonia Devillers du lundi au jeudi.

## Concept
Cette tranche d'informations de trois heures, écoutée par 4,5 millions d'auditeurs, est ponctuée de journaux, d'éditoriaux, de billets, de chroniques, d'interviews et d'une revue de presse.

## Déclinaisons
Cette section ne s'appuie pas, ou pas assez, sur des sources secondaires ou tertiaires indépendantes du sujet. Le texte peut contenir des analyses inexactes ou inédites de sources primaires.
Pour l'améliorer, ajoutez-en, ou placez des modèles {{Source secondaire souhaitée}} ou {{Source secondaire nécessaire}} sur les passages mal sourcés. (janvier 2024)
Les émissions matinales de France Inter sont différentes en fonction du jour de la semaine.
Du vendredi au dimanche, la radio propose Le Six neuf du week-end, présentée par Ali Baddou et Marion L’Hour.
Lors des congés ou absences de Nicolas Demorand le 7/10 est présenté par Simon Le Baron et suit le même programme.
Pendant les vacances d’été, une déclinaison du 7/10 est proposée : Le 6/9 de l’été, présenté par divers journalistes du lundi au jeudi et part d’autres du vendredi au dimanche. La structure reste cependant à peu près la même, avec des journaux à 6 h, 6 h 30, 7 h, 7 h 30 et 8 h, une revue de presse et deux entretiens…

## Historique
La matinale de France Inter a longtemps été incarnée par les différents présentateurs de journaux, intervieweurs et chroniqueurs avant qu'un rôle de fil rouge n'apparaisse véritablement :
- 1974-1975 : Philippe Gildas produit Inter Matin de 6 h à 9 h ;
- 1982-1986 : Philippe Caloni incarne la matinale[2] avec Gérard Courchelle qui présentera le 8 h jusqu'en 1997 ;
- 1986-1987 : Danièle Douet propose Inter Matin de 6 h 30 à 8 h 45 ;
- 1987-1988 : Christian Boner propose Inter Matin ;
- 1988-1990 : Jacques Pradel prend les commandes d'Inter Matin ;
- 1990-1991 : Daniel Hamelin présente Inter Matin durant une saison avant de rejoindre la présidence de Radio France[3] ;
- 1991-1999 : Patricia Martin est à la tête d'Inter Matin de 7 h à 9 h ;
- 1999-2006 : Stéphane Paoli prend le relais jusqu'en mars 2006 et l'intérim de quelques mois assuré par Pierre Weill[4] ;
- 2006-2010 : Nicolas Demorand prend la tête du 7/9 h 30 à la rentrée 2006, qui deviendra le 7/10 en septembre 2007 puis le 6 h 30/10 h à compter de janvier 2010[5] ;
- 2010-2017 : Patrick Cohen présente le 7/9 à partir de septembre 2010 à la suite de la refonte de la matinale[6]. Il est rejoint en 2014 par Léa Salamé ;
- 2017 - 2025 : Nicolas Demorand reprend la tête du 7/9, toujours avec Léa Salamé[7]. Cette dernière est remplacée en avril et mai 2019 par Alexandra Bensaïd, son compagnon Raphaël Glucksmann étant candidat aux élections européennes de 2019. Elle revient à la présentation le lendemain de l’élection. L'émission devient le 7/9 h 30 en septembre 2022 puis le 7/10 en septembre 2023.
- À partir d’août 2025 : l’émission est rallongée d’une heure pour aller jusqu’à 11h, et se divise en deux partie complémentaire, avec une partie de 7h à 9h, toujours présentée par Nicolas Demorand et secondé par Benjamin Duhamel pour les interviews de 7h50 et 8h20, suite au départ de Léa Salamé au journal de 20h de France 2. Il est accompagné par Aline Afanoukoé, Patrick Cohen, Dominique Seux, Bertrand Chameroy, Pierre Haski, Nora Hamadi et Mathilde Serrell, entre autres. Et une seconde partie assurée par Sonia Devillers, accompagnée de Charline Vanhoenacker, Ali Rebbeihi, Mathilde Serrell et une équipe qui reste à préciser

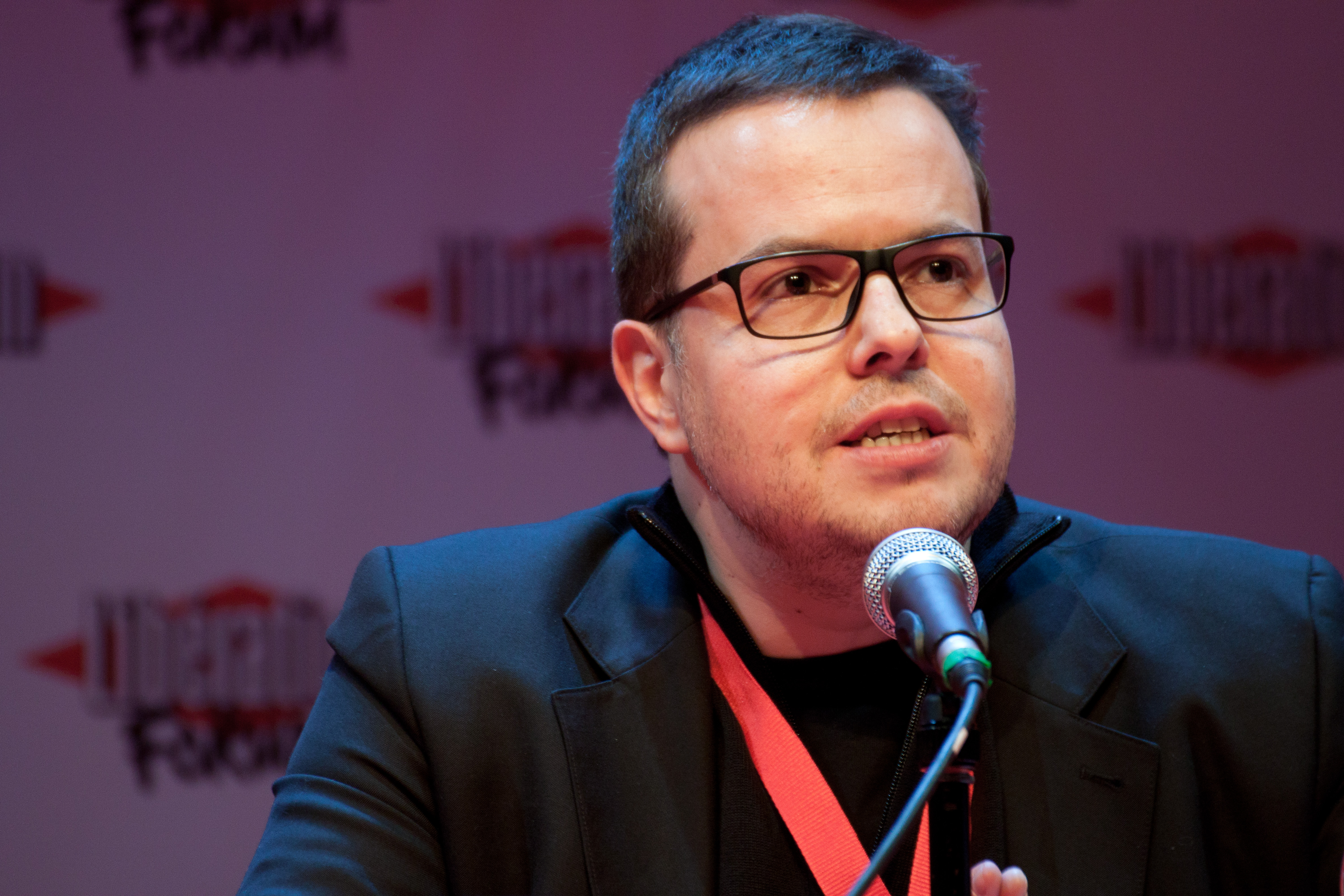
Nicolas Demorand.

### Équipe
- Présentateur.ice.s : Nicolas Demorand et Sonia Devillers
- Co-présentateur: Benjamin Duhamel.
- Rédacteur en chef : Stéphanie Boutonnât

## Intervenants à l'antenne

### Les journaux de 7h et 9h
- Bruno Duvic (2006-2008)
- Mickaël Thébault (2008-2010)
- Laetitia Gayet (2010-2011)
- Hélène Roussel (2011-2012)
- Hélène Fily (2012-2017)
- Agnès Soubiran (2017-2021)
- Anaïs Feuga (depuis 2021)

### En toute subjectivité
- Dov Alfon, le lundi (depuis 2022)
- Dominique Reynié, le mardi (depuis 2022)
- Hugo Clément, le mercredi (depuis 2022)
- Anne Rosencher, le jeudi (depuis 2022)
- Anne-Cécile Mailfert, le vendredi (depuis 2021)
- Natacha Polony, le lundi (2021-2022)
- Cécile Duflot, le mardi (2021-2022)
- Alexandre Devecchio, le mercredi (2021-2022)
- Etienne Gernelle, le jeudi (2021-2022)

### Chronique musicale
- Aline Afanoukoé (depuis 2022)
- Mathilde Serrell (2020-2022), alors "Le Mur du Son". Elle fut remplacée quelques semaines par sa successeure, Aline Afanoukoé, en 2021 en raison de son congé maternité.
- Rebecca Manzoni, alors "Tube N' Co" (2013-2014 le vendredi. puis 2014-2020, lundi au jeudi à 7h24).
- André Manoukian (2013-2014), alors "Encore un matin".
- Didier Varrod (2010-2013), alors "Encore un matin".

### La météo
- Joël Collado (1994-2015)
- Marie-Pierre Planchon (depuis 2015)

### Le journal de 7h30
- Yves Decaens (1995-1997)
- Agnès Bonfillon (2004-2009)
- Laurence Thomas (2009-2012)
- Hélène Roussel (2012-2017), relayeuse des tweets des auditeurs à l'antenne
- Amélie Perrier (2017-2018)
- Sébastien Laugénie (2018-2021)
- Alexis Morel (depuis 2021)

### L'édito politique
- Thomas Legrand (2008-2022)
- Yaël Goosz (2022-2024)
- Patrick Cohen (depuis 2024)

### L'édito éco
- Jean-Marc Sylvestre (? - 2008)
- Dominique Seux (depuis 2008)

### L'invité de 7h50
- Audrey Pulvar (2010-2011)
- Pascale Clark (2011-2013)
- Clara Dupont-Monod (2013-2014)
- Léa Salamé (2014-2023)
- Sonia Devillers (2023-2025)
- Benjamin Duhamel (à partir de 2025)

### Débat éco de 7h50, le vendredi
- Jean-Marc Sylvestre (?-2008 face à Bernard Maris)
- Bernard Maris (?-2015)
- Dominique Seux (2011-2016 puis depuis 2020)
- Benjamin Coriat (2015-2016)
- Thomas Piketty (2020-2023)
- Thomas Porcher (depuis 2023)

### Le journal de 8h
- Gérard Courchelle (1982-1997 ; 1999-2001)
- Alain Passerel (1997-1998)
- Patrick Roger (2001-2007)
- Patrick Cohen (2007-2008)
- Fabrice Drouelle (2008-2010)
- Mickaël Thébault (2010-2015)
- Marc Fauvelle (2015-2018)
- Florence Paracuellos (depuis 2018)

### Géopolitique
- Bernard Guetta (1991-2018)
- Pierre Haski (depuis 2018)

### Le Grand Entretien - 8h20
- Nicolas Demorand (depuis 2017)
- Léa Salamé (2014-2025)
- Benjamin Duhamel (depuis 2025)

### Revue de presse
- Thierry Geffrotin (1988-1989)
- Ivan Levaï (1989-1996)
- Pascale Clark (1996-2001)
- Yves Decaens (2001-2005)
- Fabrice Drouelle (2005-2006)
- Clotilde Dumetz (2006-2008)
- Frédéric Pommier (2008-2009)
- Bruno Duvic (2009-2015)
- Hélène Jouan (2015-2017)
- Claude Askolovitch (2017-2025<)
- Nora Hamadi (depuis 2025)

### Billet humoristique
- Guy Carlier (?–2007)
- Stéphane Blakowski (?–?)
- Ben (?–?)
- Didier Porte (?-2010)
- Stéphane Guillon (2007-2010)
- François Rollin (2014-2015)

Chronique de 7 h 57
- Charline Vanhoenacker (2014-2022)
- Matthieu Noël, du lundi au jeudi (2022-2025)
- Bertrand Chameroy (avril-mai 2025, depuis 2025)

Chronique de 8 h 55
- Sophia Aram, le lundi (depuis 2013)
- Alex Vizorek, le mardi (2013-2023)
- David Castello-Lopes, le mardi (depuis 2023)
- Nicole Feroni, le mercredi (2013-2021)
- Lison Daniel, le mercredi (2021-2025)
- Vincent Dedienne, le jeudi (2015-2016)
- Frédéric Beigbeder , le jeudi (2016-2018)
- Chris Esquerre, un jeudi sur deux (2018-2020)
- Tanguy Pastureau, le jeudi (2017-2022)
- Charline Vanhoenacker, le jeudi (2022-2024)
- Philippe Katerine, le jeudi (2024-2025)
- François Morel, le vendredi (depuis 2009)

Chronique de 9 h 45
- Charline Vanhoenacker (depuis 2024), Charline explose les faits.

### Le débat du 7/10
- Nicolas Demorand (depuis 2023)
- Léa Salamé (depuis 2023)

### Interview de 9h20
- Léa Salamé (depuis 2023)
- Mathilde Serrell, vacances (depuis 2023)
- Charline Vanhoenacker, vacances (2024)

### Les Nouvelles Têtes
- Mathilde Serrell, (depuis 2023)
- Marie Misset, vacances (depuis 2023)
- Constance Villanova, (remplacements en 2025)

### L'édito média
- Sonia Devillers (jusqu’en 2022)
- Cyril Lacarrière (2022-2024)

### Culture
- Mathilde Serrell, Un monde nouveau à 8h52 (depuis 2022) et Nouvelles têtes à 9h50 (depuis 2023)

### L'édito Culture (2023-2024)
- Elisabeth Philippe, le lundi (2023-2024)
- Laurent Delmas, le mardi (2023-2024)
- Arnaud Viviant, le mercredi (2023-2024)
- Christine Angot, le jeudi (2023-2024)

### Autres interventions
- Nicolas Demorand, "Les 80 secondes" (depuis ?)

#### Anciennes interventions
- Jean-Pierre Coffe, dispensant des conseils culinaires hebdomadaires (?-?)
- Bernard Darniche, intervenant hebdomadairement sur un thème autour de la sécurité routière (?-?)
- Nathalie Fontrel, chroniqueuse environnement (2015-2017)
- Jean-Marc Four, chroniqueur « La mécanique médiatique » le vendredi à 7 h 20 (2014-janvier 2018)
- Brigitte Jeanperrin, chroniqueuse économique
- Hélène Jouan, éditorialiste politique (2006-2008)
- Philippe Lefébure, chroniqueur économique (2008-2015)
- Bernard Maris, économiste et journaliste à Charlie Hebdo
- Philippe Meyer, auteur d'une chronique quotidienne ainsi que du portrait de l'invité du jour
- Hervé Pauchon, chroniqueur « Moi président » du lundi au jeudi à 7 h 21 (2016-2017)
- Frédéric Pommier, éphéméride à 7 h 57 (2013-2014)
- Alain Rey, auteur d'une chronique quotidienne intitulée « Le mot de la fin » (?-2006)
- Jean-Marc Sylvestre, éditorialiste économique (?-2008)
- Alex Taylor, revue de presse européenne
- Philippe Val, billettiste le vendredi (2007-2009)
- Martin Winckler, chroniqueur quotidien analysant un mot en prise avec l'actualité (2002-2003)

## Invités politiques
(janvier 2024).
Pour la période comprise entre août 2020 et juillet 2021, 45 % des invités politiques de la matinale de France Inter représentaient La République en marche et les partis proches, 20 % représentaient Les Républicains et les partis proches, 20 % également représentaient le Parti socialiste, Europe Écologie Les Verts et les partis proches, 7 % représentaient La France insoumise et le Parti communiste français et 6 % représentaient le Rassemblement national.